# Innlandet
Innlandet je okrožje na Norveškem. Ustanovljeno je bilo 1. januarja 2020 z združitvijo starih okrožij Oppland in Hedmark (občini Jevnaker in Lunner sta bili na isti datum preneseni v sosednje okrožje Viken). Novo okrožje ima površino 52.113 kvadratnih kilometrov in je drugo največje okrožje na Norveškem za okrožjem Troms og Finnmark.
Ime okrožja pomeni 'notranjost', kar odraža, da je okrožje edino kopno na Norveškem. Okrožje pokriva približno 17 % celotne površine celinskega dela Norveške. Razteza se od okraja Viken in regije Oslo na jugu do okrožja Trøndelag na severu. Na severozahodu okrožje meji na Møre og Romsdal in na zahodu na okrožje Vestland. Na vzhodu okrožje meji na švedski okrožji Värmland in Dalarna.
V severnem in zahodnem delu okrožja prevladujejo gorata območja Rondane, Dovrefjell in Jotunheimen. Gora Galdhøpiggen je v delu Innlandeta v Jotunheimenu in je z 2469 m najvišja gora na Norveškem. Vzhodni in južni del sestavljajo predvsem gozdovi in kmetijska zemljišča. Mjøsa, največje norveško jezero, je na južnem koncu Innlandeta, skozi okrožje pa teče tudi Glomma, najdaljša reka na Norveškem.
Kmetijstvo in gozdarstvo sta dve pomembni gospodarski panogi v okrožju s približno 20 % norveške kmetijske proizvodnje in približno 40 % lesa.
Zimske olimpijske igre 1994 so potekale v Lillehammerju, drugem največjem mestu v okrožju Innlandet.

## Geografija

### Lega
Innlandet tvori severno polovico Vzhodne Norveške in nima dostopa do morja. Okrožje meji na Švedsko na vzhodu, Viken na jugu, Vestland na zahodu, Møre og Romsdal na severozahodu in Trøndelag na severu. Nekdanje okrožje Oppland tvori zahodni del Innlandeta, Hedmark pa vzhodni del.
Za teren so značilne gore in doline, zlasti v nekdanjem okrožju Oppland, kjer se razteza gorovje Jotunheimen. Šest od desetih najvišjih norveških gora je v Innlandetu. Najvišja gora je Galdhøpiggen v občini Lom. Doseže višino 2468,82 m. Na splošno je le približno 11 % površine pod 300 m. 15 % površine je najmanj 1200 m. Najnižja točka je na meji s Švedsko na nadmorski višini okoli 120 m.
Največja dolina je sever-severozahod-jugovzhod, ki teče Gudbrandsdalen, skozi katero teče Lågen. Dlje proti vzhodu teče Glomma, najdaljša norveška reka. Na jugu večina jezera Mjøsa, največjega jezera v državi po površini, pripada okrožju.

### Podnebje
Na številnih mestih v Innlandetu so čez leto visoke temperaturne amplitude. Medtem ko so poletni meseci večinoma topli, pozimi prevladujejo nizke temperature. Najnižje temperature so dosežene na severu Innlandeta. Najnižja kdajkoli izmerjena temperatura v okrožju je bila januarja 1987 v občini Engerdal z −47 °C. Najvišje temperature okoli 30 °C so dosežene poleti. V nekaterih dolinah lahko pozeba nastane tudi v poletnih nočeh.
Največ padavin je poleti, pri čemer so južno območja z močnejšimi padavinami. Na severu regije Gudbrandsdalen pa so najbolj suhe občine na Norveškem. S povprečno količino padavin 278 mm ima občina Skjåk najmanj padavin. Razlog za malo padavin je lega na zavetrni strani okoliških gora.

### Narodni parki
Enajst norveških narodnih parkov je v celoti ali delno v Innlandetu. Severozahodno od Innlandeta na severovzhodni strani Gudbrandsdalena so narodni park Rondane (Rondane nasjonalpark), narodni park Dovre (Dovre nasjonalpark) in narodni park Dovrefjell-Sunndalsfjella (Dovrefjell-Sunndalsfjella nasjonalpark). Na jugozahodni strani doline leži narodni park Reinheimen (Reinheimen nasjonalpark). Južno od narodnega parka Reinheimen in Ottadalena ležijo narodni park Breheimen (Breheimen nasjonalpark), narodni park Jotunheimen (Jotunheimen nasjonalpark) in narodni park Langsua (Langsua nasjonalpark).
Narodni park Forrollhogna (Forollhogna nasjonalpark) se razteza vzdolž severne meje Trøndelaga. Na vzhodu okrožja na meji s Švedsko so narodni park Femundsmarka (Femundsmarka nasjonalpark), narodni park Gutulia (Gutulia nasjonalpark) in narodni park Fulufjellet (Fulufjellet nasjonalpark).

### Naselja
Večina naselij v Innlandetu je dokaj majhnih. Od 1. januarja 2020 je Hamar največji z 28.434 prebivalci. Lillehammer, Gjøvik, Elverum, Kongsvinger in Brumunddal so edina druga mesta z več kot 10.000 prebivalci. Status mesta pa imajo tudi Raufoss, Moelv, Vinstra, Fagernes in Otta.

### Gore
- Galdhøpiggen 2469 m
- Blåkampen 1662 m
- Høgvagltindene 1576 m
- Mjellknapp 1678 m
- Røykeskardhøi 1808 m
- Søndre Svarthåmåren 1854 m
- Søndre Kjølhaugen |1768 m
- Sørhellhøi 1951 m
- Sørhellhøin
- Søverhøi
- Steinahøfjellet 1711 m
- Svånåtindene, pogorje

### Občine
Okrožje Innlandet ima skupaj 46 občin:
Alvdal, Dovre, Eidskog, Elverum, Engerdal, Etnedal, Folldal, Gausdal, Gjøvik, Gran, Grue, Hamar, Kongsvinger, Lesja, Lillehammer, Lom, Løten, Nord-Aurdal, Nord-Fron, Nord-Odal, Nordre Land, Os, Rendalen, Ringebu, Ringsaker, Sel, Skjåk, Stange, Stor-Elvdal, Søndre Land, Sør-Aurdal, Sør-Fron, Sør-Odal, Tolga, Trysil, Tynset, Vang, Vestre Slidre, Vestre Toten, Vågå, Våler, Østre Toten, Øyer, Øystre Slidre, Åmot, Åsnes.

## Gospodarstvo
Od skupno 52.072 km² površine okrožja Innlandet je 25.852 km² gozdov, 2213 km² pa se uporablja za kmetijstvo. Nobeno drugo okrožje nima večje gozdne površine ali več kmetijskih površin. Delež prebivalcev, ki delajo v kmetijstvu in gozdarstvu, je v nacionalni primerjavi nadpovprečen.
Kmetijstvo je še posebej pomembno na območjih ob Glommi in v vaseh v večjih dolinah. V občinah ob Mjøsu in Glommi je značilno gojenje žita ter reja prašičev in perutnine. Tla ob Glommi so primerna tudi za gojenje krompirja. Občini z Gruejem in Åsnesom sta dve občini z največ pridelave krompirja v državi. Ob Mjøsu pridelujejo tudi zelenjavo. Občina Østre Toten na zahodnem bregu Mjøsa je občina z največjo površino za gojenje zelenjave na Norveškem. Po drugi strani pa v vaseh v Gudbrandsdalen in njegovih stranskih dolinah običajno redijo govedo in ovce.
Približno 40 % dreves, posekanih na Norveškem, prihaja iz gozdov Innlandeta. Štiri občine z največ poseka na Norveškem v letu 2021 se vse v Innlandetu. Te občine so občine Elverum, Trysil, Åsnes in Kongsvinger na vzhodu okrožja.
Najpomembnejši industrijski mesti v okrožju sta Raufoss in Gjøvik. Obe mesti nista daleč drug od drugega v zahodnem delu ob jezeru Mjøsa. Proizvajalec orožja Nammo je v Raufossu. V preostalem delu  industrija v glavnem temelji na predelavi surovin, pridobljenih v gozdarstvu in kmetijstvu. V tem pogledu mesti Brumunddal in Moelv v občini Ringsaker tvorita industrijsko središče na vzhodnem bregu Mjøse.